# Limande (électronique)
Pour les articles homonymes, voir Limande (homonymie).

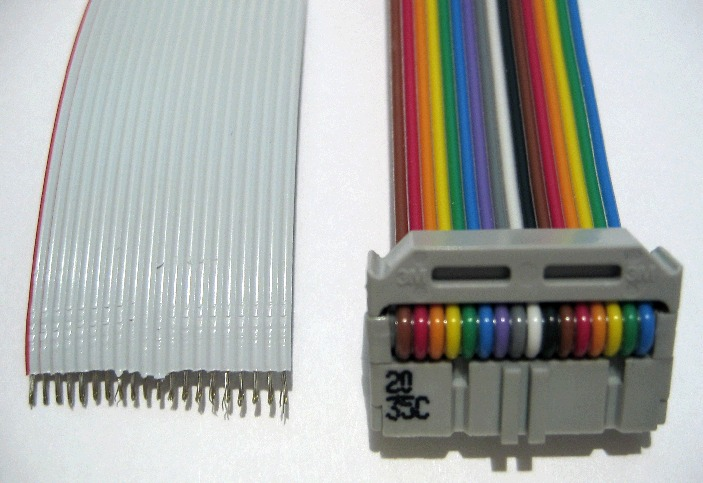
À gauche : une limande à 20 fils gris dont le premier est rouge ; À droite : une limande « arc-en-ciel » à 16 fils se terminant par un connecteur.

En électronique, une limande est l'ensemble nappe-connecteurs et permet de relier des cartes électroniques.

## Informatique

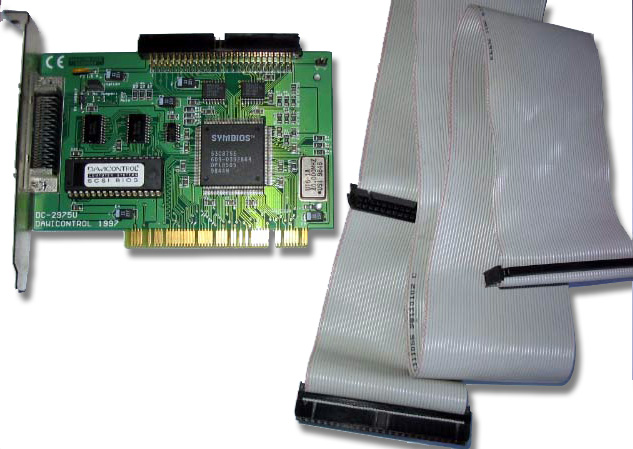
L'autre appellation de la limande est la « nappe ». Photographiée ici à côté d'une carte électronique.

Les limandes sont souvent utilisées en informatique pour constituer les bus entre, par exemple, la carte mère et un lecteur de disque.